# Fernandocrambus chiloma
Fernandocrambus chiloma là một loài bướm đêm trong họ Crambidae.